# ELIN Motoren
ELIN Motoren mit Hauptsitz in Weiz ist ein österreichisches Maschinenbauunternehmen. Es produziert Elektromotoren und Generatoren für Windkraftanlagen, Kraftwerkstechnik, Industrieanlagen, Marine, Öl und Gas Industrie, Tunnelbohrmaschinen, Bergbaumaschinen, Kunststofftechnik und Prüfstandantriebe.

## Geschichte
1892 gründete der  Techniker Franz Pichler in Weiz die „Franz-Pichler-Werke“ für den Bau von elektrischen Maschinen. 1907 übernahm die Wiener Gesellschaft für elektrische Industrie Pichlers Firma, er selbst blieb Direktor auf Lebenszeit. Bis zu Beginn des Ersten Weltkrieges wuchs das Geschäft stetig, aber in den Kriegsjahren ersetzten Rüstungsaufträge die gewohnte Produktpalette. Schaltgeräte oder Drehstrommotoren für die Marine waren nun gefragt.
1918 entschied man sich für den massiven Ausbau der reichlich vorhandenen Wasserkraft, das zur Voraussetzung der Elektrifizierung der österreichischen Bahn werden sollte, die bisher völlig von Kohle abhängig war.
1922 wurde der Firmenname in ELIN Aktiengesellschaft für elektrische Industrie umbenannt. Schaltgerätebau bis hin zur Traktions- und Schweißtechnik waren die Tätigkeiten zu dieser Zeit. Im Zweiten Weltkrieg fusionierte das Unternehmen mit den Rheinländischen Schorch-Werken und ging 1946 in das Eigentum der Republik Österreich über. In der Nachkriegszeit gab es etliche Projekte wie das Kraftwerk Glockner-Kaprun.
1959 änderte, nach Übernahme der AEG Union durch die ELIN, die Firma ihren Namen auf ELIN Union Aktiengesellschaft für elektrische Industrie und die Zentrale in Penzing wurde errichtet. Drei Jahre später verfüge die ELIN über ausländische Konzerngesellschaften. 1971 erfolgte eine weitere Zusammenlegung der verstaatlichten Elektroindustrie. 1980 wurden die neuen Fabrikhallen im Süden von Weiz fertiggestellt. 1988 erfolgte schließlich die Teilung der ELIN Union in die Bereiche ELIN Energieversorgung GesmbH und ELIN Energieanwendung GesmbH.
1989 wurde ELIN zu einer 100 %-Tochtergesellschaft der neu gegründeten Austrian Industries AG. 1993 wurde ELIN Motoren eine selbständige Gesellschaft in der aus der Austrian Industries AG ausgegliederten VA Technologie AG, gefolgt von der Privatisierung der VA Technologie AG über die Börse Wien im Jahr 1994. 2002 erwarb TRASYS mit den Eigentümern Franz Hrachowitz, Günter Eichhübl und Robert Tencl 80,1 % Anteile der ELIN Motoren GmbH. Bevor 2005 schließlich die 100 % Übernahme erfolgte, wurde ein Jahr zuvor ein Joint Venture mit Suzlon Generators Ltd. in Pune Indien unterzeichnet.
2015 wurde die Tochtergesellschaft ELIN Motors Bosnia d.o.o, Živinice gegründet. 2017 übernahm ELIN Motoren das Unternehmen Nordmetal Kft., Bàtonyterenye in Ungarn. Die Umbenennung in ELIN Metal Kft. folgte 2018.
Die VOITH Gruppe wurde 2020 zu 70 % Eigentümer der ELIN Motoren GmbH.  Franz Hrachowitz blieb mit 30 % Eigentümer der ELIN Motoren GmbH.  Die VOITH Gruppe wurde im Jahr 2021 100 %-Eigentümer der ELIN Motoren GmbH.

## Geschäftsfelder
ELIN Motoren Elektromotoren und Generatoren kommen  in  verschiedenen Märkten im Einsatz.
- Windkraftanlagen
- Kraftwerkstechnik
- Industriemotoren
- Marine
- Öl und Gas Industrie
- Tunnelbohrmaschinen
- Bergbaumaschinen
- Kunststofftechnik
- Prüfstandantriebe

## Produkte

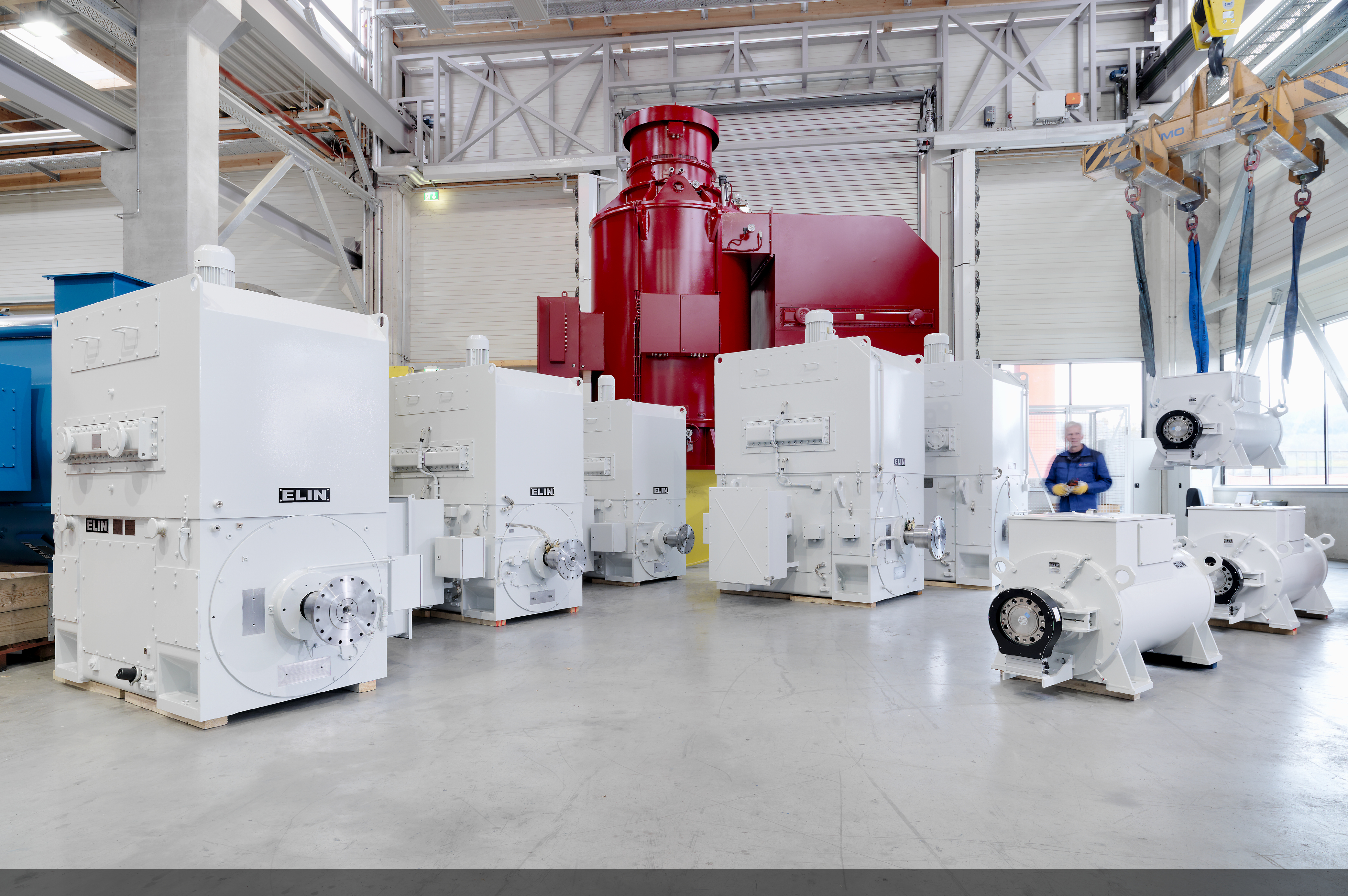
ELIN Motoren Produktportfolio

Die Produktpalette von ELIN Motoren umfasst elektrische Asynchron- und Synchronmotoren sowie Generatoren im Leistungsbereich von 50 kW bis 60 MVA. Der Fokus liegt hier auf elektrische Motoren im Niederspannungs-, Mittelspannungs- sowie Hochspannungsbereich und werden in Kleinserie sowie für individuelle Lösungen in Industrieanwendungen gefertigt.

### Asynchronmotoren
Asynchronmotoren werden als Spannungsniveau in Niederspannung und Hochspannung ab 1 kV bis 15 kV angeboten mit unterschiedlichen Wicklungssystemen. Die Rotorbauform beinhaltet Kurzschlussläufer und Schleifringläufer und die Kühlungsart deckt Luftkühlung und Wasserkühlung ab.

### Synchronmotoren
Die Produktpalette von Permanentmagnet-Synchronmotoren gibt es als Niederspannung und Hochspannung mit verteilter Wicklung oder Zahnspulen. Die Rotorbauform reicht von Oberflächenmagnet bis hin zu vergrabenen Magneten. Die Synchronmotoren gibt es luftgekühlt oder wassergekühlt.

### Generatoren
Generatoren von ELIN Motoren werden überwiegend in Windkraftanlagen und im Hydro- und Gas/Dampfturbinenbereich eingesetzt. Dabei handelt es sich um Hochspannung Schenkelpol Synchrongeneratoren, doppelt gespeiste Asynchronmaschinen und Kurzschlussläufer-Generator direkt am Netz oder am Vollumrichter, die in Form von Serien- oder Einzelprototypen produziert werden.

## Standorte
ELIN Motoren hat weitere Standorte in Bosnien, Indien und Ungarn.
- ELINWG India
- ELIN Motors Bosnia
- ELIN Metal Kft.